# Château de Millemont
Le château de Millemont est un bâtiment historique situé dans la commune de Millemont, dans le département des Yvelines en France.

## Histoire
Le « petit château » est construit en 1515 pour le sieur d'Haville, gouverneur de Monfort et bailli du roi François Ier.
Le « grand château » est construit en 1710 par Guillaume IV de Briçonnet, avocat général au Grand Conseil et conseilleur au Parlement de Paris.
Le prince de Polignac devient propriétaire de Millemont en 1827.
La princesse de Polignac vend le château en 1843 à M. Richard, riche avocat d'affaires parisien. Maurice Richard, son fils, ministre sous le Second Empire, en hérite. Éloigné des affaires publiques à la suite de la chute de l'Empire, il se rangea, lors de la scission qui se produisit dans le parti bonapartiste, du côté du prince Napoléon, dont il resta le familier et l'ami. C'est à Millemont que le prince reçut du gouvernement de Thiers, en 1872, l'ordre de quitter la France.
Après la mort de Maurice Richard, survenue en 1888, le château est acquis par l'agent de change honoraire Georges Béjot, membre de la famille Béjot et président de la Société centrale des chasseurs.
En 1987, Colette de Baudus, arrière-petite-fille de Georges Béjot, vend le château de Millemont à Kiiko Nakahara, fille d'un riche homme d'affaires japonais, et son époux, Jean-Claude Perez-Vanneste, dit « Jean-Paul Renoir ».
Ces derniers achètent en Europe plusieurs autres grandes demeures, dont ils dispersent le mobilier et qu'ils laissent à l'abandon, telles, en France, les châteaux de Rosny sur Seine, Sourches où celui de Madame du Barry, à Louveciennes,.
Revendu, le château de Millemont a bénéficié depuis d'une remise en état.

### Protection
Les communs sont inscrits au titre des monuments historiques depuis le 28 avril 1947 tandis que l'ensemble du château fait l’objet d’un classement au titre des monuments historiques depuis le 25 janvier 1965.

## Description

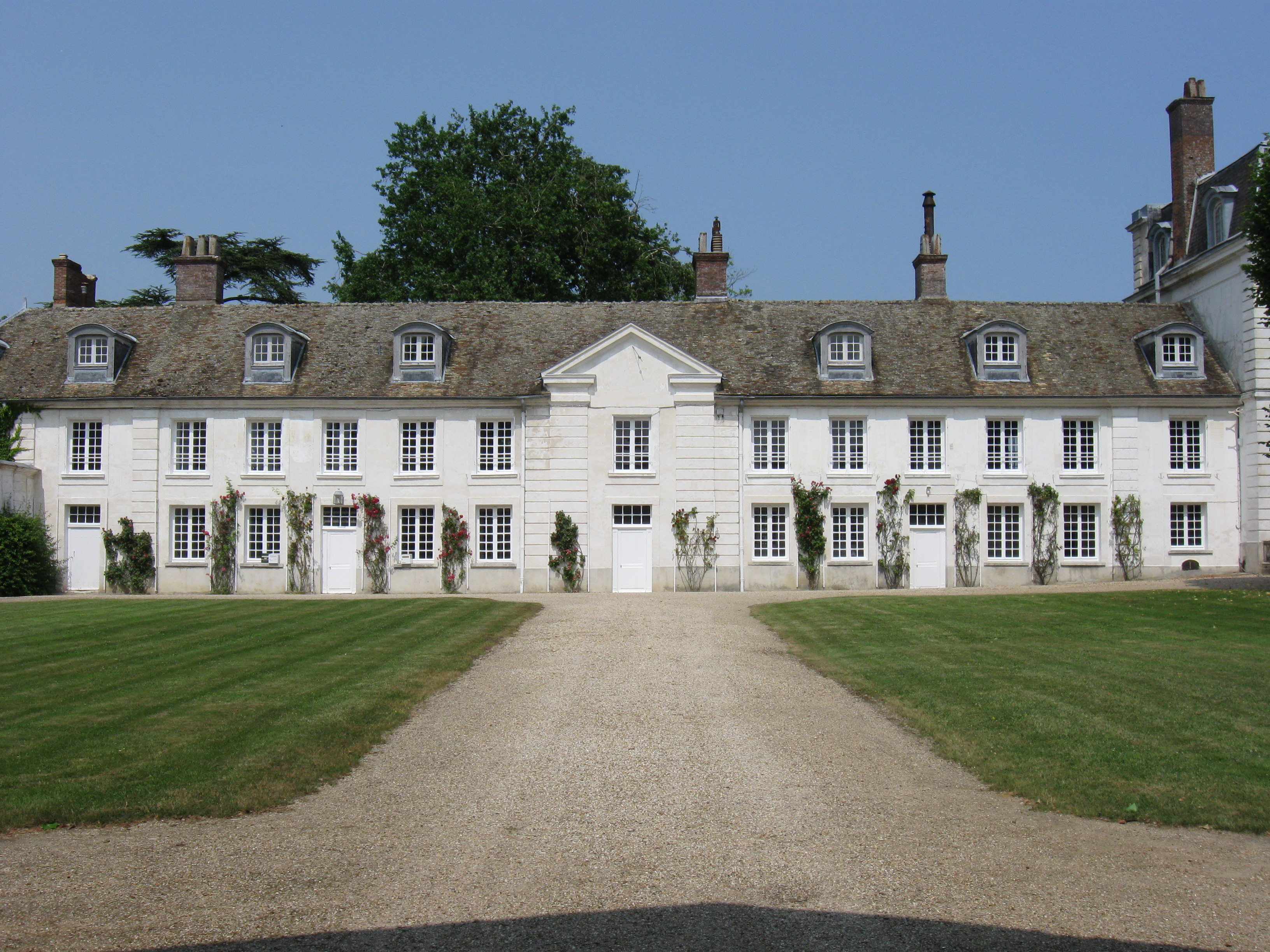
Façade sur l'entrée du parc.
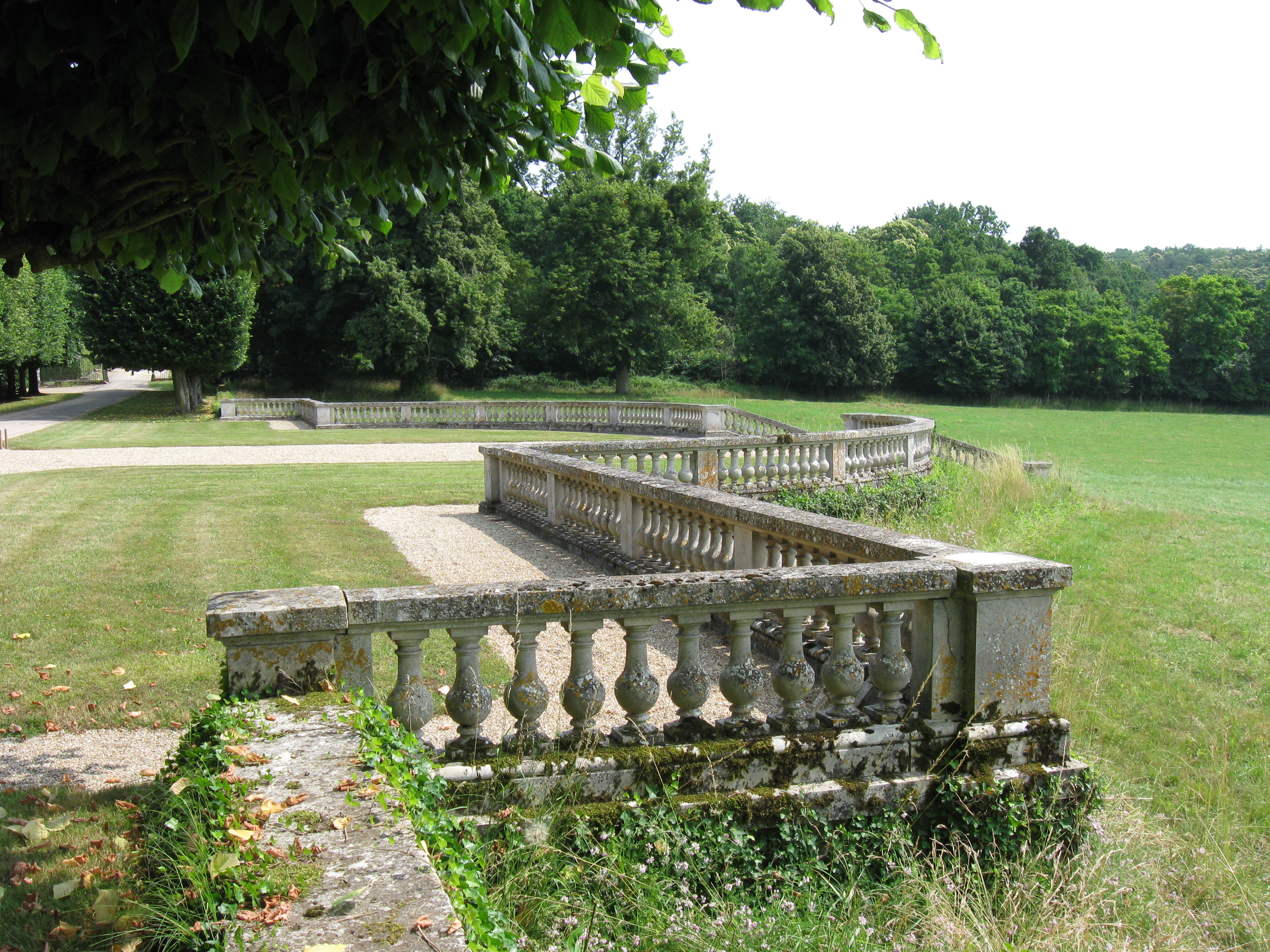
Terrasse avec balustrade en pierres taillées dans le parc.

## Événements
- Camp d'innovation POC21 à l'été 2015.

## Au Cinéma
Le château a servi de lieu de tournage pour plusieurs films notamment :
- 2005 : Il ne faut jurer de rien ! d'Éric Civanyan
- 2006 : Marie-Antoinette de Sofia Coppola[5]
- 2009 : Coco avant Chanel d'Anne Fontaine[5]
- 2022 : Alors on danse de Michèle Laroque

## Pour approfondir